# Paul Tortelier
Paul Tortelier (ur. 21 marca 1914 w Paryżu, zm. 18 grudnia 1990 w Chaussy w dep. Dolina Oise) – francuski wiolonczelista i kompozytor.

## Życiorys
Naukę gry na wiolonczeli rozpoczął w wieku 6 lat. Od 1924 roku studiował w Konserwatorium Paryskim, gdzie ukończył z I nagrodą klasę wiolonczeli Gérarda Hekkinga (1930) oraz klasę harmonii i kontrapunktu Jeana i Noëla Gallona (1935). Jako wiolonczelista debiutował w 1931 roku z orkiestrą Concerts Lamoreaux, wykonując Koncert wiolonczelowy Édouarda Lalo. Był pierwszym wiolonczelistą Orchestre Philharmonique de Monte-Carlo (1935–1937), Boston Symphony Orchestra (1937–1939) i orkiestry Konserwatorium Paryskiego (1946–1947). W 1947 roku odniósł międzynarodowy sukces, wykonując podczas festiwalu w Londynie partię solową w Don Kichocie Richarda Straussa pod batutą Thomasa Beechama. W 1955 roku zadebiutował w nowojorskiej Carnegie Hall. Wykładał w konserwatoriach w Paryżu (1957–1969), Essen (1972–1975), Nicei (1978–1980) i Pekinie (od 1980). Do jego uczniów należeli Arto Noras, Jacqueline du Pré, Andrzej Orkisz oraz Maud Martin, którą poślubił w 1946 roku. W 1975 roku otrzymał tytuł doktora honoris causa Uniwersytetu Oksfordzkiego.
Od 1964 roku prowadził programy edukacyjne w telewizji BBC. Dokonał licznych nagrań płytowych dla wytwórni Chandos. Skomponował m.in. Koncert na 2 wiolonczele i orkiestrę (1950), Symphonie d’Israël (1956), Offrande na orkiestrę smyczkową (1970), Suitę d-moll na wiolonczelę solo (1944). Opublikował książki How I Play, How I Teach (wyd. Londyn 1975) oraz Paul Tortelier: A Self-Portrait (wspólnie z Davidem Blumem, wyd. Londyn 1984).
Przez całe życie zaangażowany był w działalność organizacji o charakterze związkowym. Zafascynowany ideą spółdzielczego gospodarowania, przebywał w latach 1955–1956 w izraelskim kibucu (choć sam nie był żydowskiego pochodzenia).